# Ministry of Road Transport and Highways
Das Ministry of Road Transport and Highways (Indien) ist ein Ministerium der Regierung Indiens. Das Ministerium ist zuständig für die Ausarbeitung von Gesetzen und Verordnungen, die den Straßentransport und Nationalstraßen betreffen und für Forschungen, die den Verkehr betreffen und die alle der Aufrechterhaltung und der Verbesserung des Straßenverkehrs in Indien dienen. Aktueller Minister ist Nitin Gadkari.